# 듀폰 (1802–2017)
E. I. 듀폰 드 니모어즈 앤드 컴퍼니(영어: E. I. du Pont de Nemours and Company) 혹은 듀폰(영어: DuPont)은 미국의 화학 관련 기업이었다. 2017년 듀폰은 다우 케미칼과 합병해서, 다우듀폰을 설립하였고 세개의 비즈니스로 나뉘어 2019년 Material Science부분의 다우(Dow), Agriculture의 코테바(Corteva), Specialty Products 부분의 듀폰(DuPont)으로 분리 되었다.  

## 역사
프랑스 혁명을 피해 일가가 미국으로 이주한 엘뢰테르 이레네 뒤퐁은 앙투안 라부아지에로부터 영향을 받은 이후에 화약 공장으로서 듀폰 사를 설립했다. 철저한 품질관리와 안전 대책, 그리고 고품질을 무기로 미국 정부의 신뢰를 얻어, 이윽고 20세기에 들어서 다이너마이트나 무연 화약 등을 제조하게 되었다.
제1차 세계 대전, 제2차 세계 대전에서는 화약이나 폭탄을 공급한 것 외에도 맨해튼 계획에 참가해 테네시주의 오크리지 국립 연구소에서 우라늄이나 플루토늄을 제조하는 등 미국의 전쟁을 지원했다. 또한 폴리머 발견 및 나일론의 대량 생산에 성공하여 스타킹 생산으로 상업적인 성공을 거두었다. 또한 군복, 밧줄, 낙하산 등 군수용품 소재로 많이 사용되었다.
듀폰 가에서는 해군 군인 새뮤얼 프랜시스 듀폰 등을 배출했고 또 듀폰 가는 초창기 자동차 산업에 주목해, 1914년에는 피에르 S. 듀폰이 1908년에 창업한 GM 사에 출자했고, 후에 그는 사장으로 취임했다.
그의 지휘와 듀폰 사의 지원아래에서, GM 사는 전미 1위의 자동차 회사로 성장했다. 또, GM에 대한 지원과는 별도로, 1919년부터 1931년에는, 자사에서도 자동차를 생산했다. 엔진은 주로 콘티넨탈 사의 것을 사용했다.
그러나 셔맨 반트러스트법에 따라 1912년에는 화약 시장의 독점이, 1950년대에는 GM사 주식의 보유가 문제시되어 화약 사업의 분할이나 GM주 방출 등을 강요당하고 있다.
1920년대 이후는 화학 분야에 힘을 쏟아, 1928년에는 폴리머의 연구를 위해서 월리스 캐러더스 박사를 고용했고, 그에 의해서 합성고무나 나일론등이 발명되었다.
또한 1930년대 GM의 알프레드 슬로안을 스카우트해 한 발자국 더 나아가, 테플론 등의 합성섬유, 합성수지, 농약, 도료 등도 연구, 개발하여 취급하게 되었다. 2세기에 걸치는 역사에서, 전형적인 미국의 복합 기업체라고 할 수 있다.

## 듀폰 코리아
듀폰이 국내 시장에서 제품과 기술 서비스를 제공하기 시작한 것은 1977년부터이며, 2024년 현재 약 1000여명의 직원들이 서울, 천안, 화성, 울산 등지에서 근무한다. 1980년대 중반부터는 첨단 생산 설비에 대한 본격적인 투자와 더불어 주요 산업용 기초소재를 국내에서 생산하고 있다.
서울사무소의 마케팅 본부는 제품과 솔루션에 따라 5개의 부서로 나뉘는데 농업&영양 사업부, 전자&통신기술 사업부, 포장재/산업용폴리머 사업부, 코팅&컬러기술 사업부, 안전&보호소재 사업부로 구성되어있다.

화성연구소(Korea Technology Center; KTC)는 반도체 및 디스플레이 첨단소재 연구를 담당한다.
천안 전자재료 공장의 경우 1와 3공장의 반도체 및 디스플레이 전자재료를 생산하는 제조 공장으로 구성되어 있다. ArF, KrF, EUV 등 lithography와 packaging, cleaning 공정에 사용되는 용액 및 CMP 패드 등과 OLED 발광 재료를 생산한다. 
울산의 엔지니어링 폴리머 컴파운딩 공장은 자이텔, 델린 등의 엔지니어링 폴리머를 생산한다. 뷰타싸이트 공장에서는 자동차와 건축용 접합안전유리의 소재인 뷰타싸이트 PVB 수지 시트를 생산한다. 그밖에도 울산에는 건축물이나 자동차, 선박 등을 단장해주는 페이트의 안료인 타이퓨어 (이산화티타늄) 기술지원센터가 있다.
이천의 센타리와 스피스 헥커 기술지원센터에서는 각 공업사의 도장 관련 기술자들을 대상으로 각종 도장 실습교육과 품질보증을 위한 교육, 그리고 공업사 경영자를 위한 매니지먼트 과정을 제공한다.